# Cyrtosperma
Cyrtosperma Griff. è un genere di piante acquatiche della famiglia delle Araceae.

## Tassonomia
Il genere comprende le seguenti specie:
- Cyrtosperma beccarianum A.Hay
- Cyrtosperma bougainvillense A.Hay
- Cyrtosperma brassii A.Hay
- Cyrtosperma carrii A.Hay
- Cyrtosperma cuspidispathum Alderw.
- Cyrtosperma giganteum Engl.
- Cyrtosperma gressittiorum A.Hay
- Cyrtosperma hambalii A.Dearden & A.Hay
- Cyrtosperma johnstonii (W.Bull ex T.Moore & Mast.) N.E.Br.
- Cyrtosperma kokodense A.Hay
- Cyrtosperma macrotum Becc. ex Engl.
- Cyrtosperma merkusii (Hassk.) Schott